# NN-24
La carretera NN‑24 es una vía carretera vecinal ubicada en el departamento de Madriz, al norte de Nicaragua. Tiene una longitud aproximada de **18,7 km** y conecta el empalme con la carretera nacional NIC-15 cerca de Somoto con un ramal hacia el oriente que se conecta con la NN-25 (hacia Yalag), sirviendo como vía de acceso a comunidades rurales de dicho departamento.

## Trazado y cruces
La siguiente tabla muestra el recorrido estimado de la NN‑24, con sus extremos y conexiones principales:
| km    | Localidad / Punto              | Departamento | Conexión / Ruta |
| ----- | ------------------------------ | ------------ | --------------- |
| 0,00  | Empalme NIC 15 (Somoto)        | Madriz       | NIC 15          |
| 18,70 | Empalme NN 25 (Camino a Yalag) | Madriz       | NN 25           |